# Леніно (Федоровський район)
Ле́ніно (каз. Ленин) — село у складі Федоровського району Костанайської області Казахстану. Адміністративний центр Ленінського сільського округу.
Населення — 790 осіб (2021; 751 у 2009, 864 у 1999, 1083 у 1989).